# 周祖蔭
周祖蔭（1787年—？），字芝舫，河南光州直隸州商城縣人，（現屬安徽金寨縣湯家匯鎮）人，祖籍江西婺源，清朝政治人物、進士出身。
嘉慶十四年，登進士，改庶吉士，嘉慶十六年，授戶部主事，后升任戶部郎中。道光三年，任會試同考官。道光九年，任直隸河間府知府。道光十二年，任直隸保定府知府；次年改直隸清河道、升署直隸清河道。道光十四年，任直隸清河道。道光十六年，署直隸按察使。道光十七年，任直隸布政使。